# Metropolitana di Lahore
La metropolitana di Lahore è la metropolitana che serve la città pakistana di Lahore.